# Роб Водделл
Роб Водделл  (англ. Rob Waddell, 7 січня 1975) — новозеландський веслувальник, олімпійський чемпіон.

## Виступи на Олімпіадах
| Олімпіада    | Дисципліна   | Місце |
| ------------ | ------------ | ----- |
| Атланта 1996 | одиночка     | 7     |
| Сідней 2000  | одиночка     | 1     |
| Пекін 2008   | двійка парна | 4     |